# 科恩 (密西西比州)
科恩（英語：Conn）是位於美國密西西比州科派亞縣的非建制地區。

## 歷史
科恩的郵局於1897年設立，其後於1930年停運。

## 地理
科恩所處的海拔為高於海平面89米（即292英呎），而該地所採用的時區為UTC-6，即北美中部時區（CST）。同時該地設有夏令時間，為UTC-6調快一小時，即UTC-5（CDT）。